# Mohawk Industries
Mohawk Industries è una multinazionale statunitense produttrice di pavimenti con sede a Calhoun, Georgia. Mohawk, fondata nel 1848, produce prodotti di rivestimento per pavimenti per applicazioni residenziali e commerciali in Nord America e applicazioni residenziali in Europa. 
Il portafoglio di produzione dell'azienda è costituito da prodotti per pavimenti morbidi (moquette a trama larga, piastrelle di moquette, cuscini e tappeti per moquette), prodotti per pavimenti duri (piastrelle in ceramica e grès porcellanato, pietra naturale e pavimenti in legno), pavimenti in laminato, lastre viniliche e piastrelle viniliche di lusso, nonché rivestimenti per pavimenti in ceramica e porcellana e piani di lavoro in porcellana, pietra naturale e quarzo. In Europa l'azienda produce e vende anche isolanti, pannelli e soppalchi. L'azienda impiega 43 000 persone in operazioni in Australia, Brasile, Canada, Europa, Malaysia, Messico, Nuova Zelanda, Russia e Stati Uniti.
Dal 1992 quotata prima al Nasdaq e poi alla Borsa di New York, nel 2015 Mohawk è stato riconosciuto dalla rivista Builder come il prodotto di moquette più utilizzato, di prima qualità e di alta qualità.

## Storia
William Shuttleworth e i suoi quattro figli arrivarono negli Stati Uniti nel 1875 e all'arrivo fondarono un mulino per tessere tappeti nella valle dell'Hudson. Dopo la morte di William Shuttleworth, i quattro figli si trasferirono ad Amsterdam (New York) nel 1878 e rilevarono una fabbrica vuota. Nel 1902 fu costituita la società Shuttleworth Brothers Company.
L'azienda adottò il nome Mohawk Carpet Mills (o Mohawk Mills, in breve) nel 1920, quando si fuse con McCleary, Wallin e Crouse, un'altra società con mulino ad Amsterdam. È diventato l'unico tessitore del paese a offrire un'intera linea di tappeti domestici, creando anche il primo design strutturato e intreccio scolpito del settore.
Nel 1956, Mohawk Carpet Mills si fuse con Alexander Smith, Inc. per diventare Mohasco Corporation, una società abbastanza grande da apparire nelle prime classifiche Fortune 500. Mohasco ha dovuto affrontare la concorrenza delle nuove attività di tappeti avviate in Georgia, che utilizzavano fibre sintetiche come nylon e poliestere piuttosto che la lana tradizionale utilizzata nei tappeti tessuti. Per competere in un settore in evoluzione, Mohasco trasferì gradualmente la produzione a sud nella Carolina e infine ritornò in Georgia. Nel 1963, l'azienda ha rivolto parte della sua attenzione alla produzione di mobili attraverso acquisizioni.
La produzione di tappeti nella sede di Amsterdam terminò nel 1968 e gli ultimi uffici aziendali lasciarono nel 1987. Nel 1988, Mohasco è stata acquistata da MHS Holdings con un leveraged buyout e l'attività di tappeti dell'azienda è stata scorporata da Mohasco per formare Mohawk Industries. 
Nel 1992, Mohawk è diventata pubblica con le sue azioni quotate prima al NASDAQ Stock Exchange con il simbolo "MWK" e in seguito alla Borsa di New York con il simbolo "MHK". Le attività rimanenti di Mohasco furono vendute ad altri investitori e la società fu successivamente sciolta. Nel 2016, Mohawk Industries ha acquisito 34 società nel suo conglomerato finendo per gestire stabilimenti di produzione in 15 paesi: Stati Uniti, Messico, Brasile, Irlanda, Regno Unito, Belgio, Francia, Paesi Bassi, Lussemburgo, Spagna, Italia, Repubblica Ceca, Bulgaria, Russia e Malaysia.  Tra le acquisizioni figura nel dicembre 2012 anche quella del Gruppo Marazzi, con sede a Sassuolo, ceduto per 1,5 miliardi di dollari, all'incirca 1,1 miliardi di euro.
Presidente e amministratore delegato della società è Jeffrey Lorberbaum.

### I marchi
I marchi della linea aperta di Mohawk includono American Olean, Daltile, Decortiles, Durkan, Eliane, Feltex, Foss, Godfrey Hirst, Karastan, Kerama Marazzi, Marazzi, Moduleo, Mohawk, Mohawk Group, Mohawk Home, Pergo, Quick-Step, Ragno e Unilin.